# Trithemis africana
Trithemis africana is een echte libel uit de familie van de korenbouten (Libellulidae).
De soort staat op de Rode Lijst van de IUCN als niet bedreigd, beoordelingsjaar 2009.
De wetenschappelijke naam van de soort werd in 1867 als Tramea africana gepubliceerd door Friedrich Moritz Brauer.